# Tiaret
Tiaret is een stad in Algerije en is de hoofdplaats van de provincie Tiaret.
Tiaret telt naar schatting 194.000 inwoners. De naam komt van het Berberse tihert, wat de leeuwin betekent.